# Tenis en Bolivia

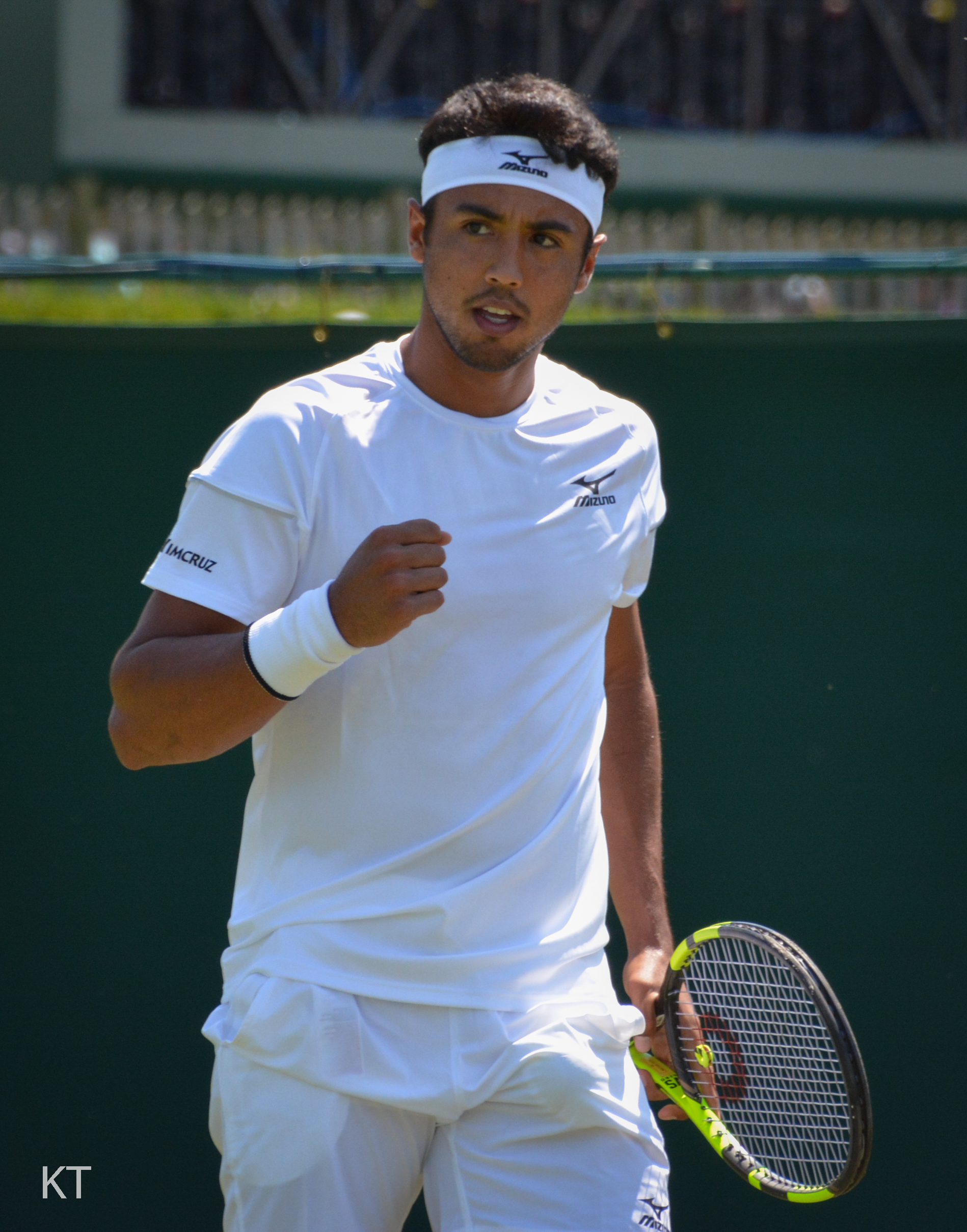
Hugo Dellien el primer tenista Top 100 del siglo XXI

Bolivia ha contado con un tenista profesional de elite. Mario Martínez obtuvo 3 títulos ATP 250 y alcanzó el puesto No. 35 en el ranking ATP en 1983. Con 24 años tuvo que alejarse del tenis debido a una lesión. 
A nivel de representación nacional el Equipo de Copa Davis de Bolivia sólo ha alcanzado el Grupo Americano II, en ocho ocasiones.
El único boliviano en haber obtenido un Gran Slam fue el joven Juan Carlos Aguilar, cuando se coronó campeón en dobles durante el US Open Junior el año 2016. 
Actualmente, Hugo Dellien es el tenista más destacado y el que ha tenido más participaciones en los Grand Slam para Bolivia.

## Clasificación histórica
Lista con tenistas bolivianos que han estado sobre el lugar 200 de la clasificación ATP.